# Encebollado
L'encebollado est un plat équatorien originaire de la côte pacifique, et très probablement des provinces de Guayas et de Manabi. L'encebollado est un plat cuit à l'étouffée de poisson fait à partir de yuca, d'oignons rouges et de citrons.
Le bouillon de l'encebollado est élaboré avec de la tomate et des condiments tels que du piment. Généralement, le poisson utilisé pour préparer le mets est l'albacore, bien qu'on puisse également utiliser du thon.

## Caractéristiques
Ce plat est généralement servi accompagné de chifles de pain (chips de banane plantain). À Quito, dans la région andine, il est régulièrement accompagné de pop-corn ou de maiz tostado, en plus des chifles. Ce plat peut être servi le matin soit comme petit déjeuner, soit en milieu de matinée. Il peut également être servi pour le déjeuner. On l'assaisonne volontiers avec quelques gouttes de citron vert et de sauce au piment.
En Équateur, le plat est réputé éviter les conséquences de l'ivresse et la gueule de bois.

## Origine
Le plat serait né lors de la colonisation espagnole alors que la ville de Santiago de Guayaquil était un corregimiento, et que la zone était occupée par des chantiers navals. Les ingénieurs et les travailleurs avaient de longues journées pénibles. Lors des fêtes, ils se saoulaient et les esclaves noirs servaient de l'eau et de la nourriture aux employés[pas clair].

## Ingrédients
- 500 g de yuca
- 3 cuillères à soupe d'huile d'olive
- 1 oignon blanc coupé fin
- 4 tomates coupées en cubes
- 6 gousses d’ail finement coupées
- 700 g d'albacore ou de thon
- 5 feuilles de persil
- 1 feuille de coriandre
- 1 oignon rouge coupé en rondelles fines
- 6 citrons

## Popularité
À Guayaquil, l'encebollado a gagné de la popularité pendant les années 1970 et est actuellement l'un des plats les plus appréciés de la ville. 